# Acidosasa chinensis
Acidosasa chinensis är en gräsart som beskrevs av Cheng De Chu, Chi Son Chao och Keng f. Acidosasa chinensis ingår i släktet Acidosasa och familjen gräs. Inga underarter finns listade i Catalogue of Life.